# SIM-Agar
Der SIM-Agar ist ein halbfestes Nährmedium zur Differenzierung von Bakterien aus der Familie Enterobacteriaceae und kann im Rahmen einer Bunten Reihe für deren Identifizierung verwendet werden. Dieses Medium wird durch die American Public Health Association für die mikrobiologische Untersuchung von Lebensmitteln empfohlen.  Mit dem SIM-Agar können drei Merkmale gleichzeitig untersucht werden: Die Bildung von Schwefelwasserstoff (H2S), die Indol-Bildung und die aktive Bewegung (Motilität) von Bakterien. Das Nährmedium wird in Reagenzröhrchen als Hochschichtröhrchen verwendet und mit Hilfe einer Impfnadel mit der Reinkultur beimpft.

## Wirkungsweise

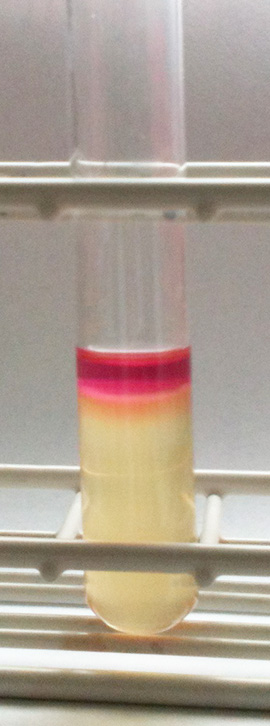
Escherichia coli kultiviert im SIM-Agar, mit negativem Ergebnis für die H_{2}S-Bildung, mit positivem Ergebnis im Indol-Test (nachdem Kovacs Indol-Reagenz hinzugefügt wurde), und mit positivem Ergebnis für Motilität.

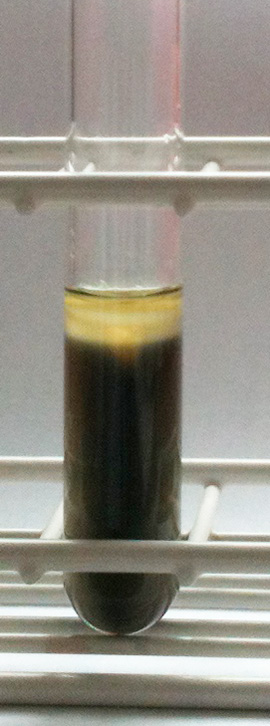
Cosenzaea myxofaciens (bis 2011 als Proteus myxofaciens klassifiziert) kultiviert im SIM-Agar, mit positivem Ergebnis für die H_{2}S-Bildung, mit negativem Ergebnis im Indol-Test, und mit positivem Ergebnis für Motilität.

Der SIM-Nährboden enthält die anorganische Verbindung Natriumthiosulfat. Manche Vertreter der Enterobacteriaceae, wie z. B. Salmonella und Proteus, sind in der Lage, solche Schwefelverbindungen zu Schwefelwasserstoff (H2S) zu reduzieren. Gebildetes H2S reagiert mit dem ebenfalls im Medium enthaltenen Eisensalz Ammoniumeisen(III)-citrat zu Eisensulfid, das als schwarzer Niederschlag ausfällt. Andere Nährmedien, die nach dem gleichen Prinzip die Schwefelwasserstoff-Bildung nachweisen, sind der Kligler-Agar (Eisen-Zweizucker-Agar nach Kligler) und der TSI-Agar (triple sugar iron agar, Dreizucker-Eisen-Agar).
Pepton als Bestandteil des Nährmediums stellt den Bakterien die Aminosäure Tryptophan zur Verfügung. Manche Bakterienarten verfügen über das Enzym Tryptophanase und können somit Tryptophan zu Indol, Pyruvat und Ammoniak abbauen. Das dabei gebildete Indol wird im Indol-Test mit Kovacs-Reagenz nachgewiesen. Dieser Test erfolgt jedoch erst nach der Inkubation und Auswertung der anderen Merkmale, indem man das Reagenz manuell hinzugibt. Eine kirschrote Färbung der Lösung zeigt ein positives Ergebnis für die Indolbildung an, bleibt die Lösung farblos oder verfärbt sich gelblich, ist das Bakterium Indol-negativ.
Weiterhin lässt sich die Beweglichkeit (Motilität, im Englischen motility) von Bakterien erkennen, diese aktive Bewegung wird bei Bakterien durch Flagellen verursacht. Das fertige SIM-Medium enthält weniger Agar-Agar als bei einem festen Nährmedium üblich. In diesem so genannten Weichagar können sich die Bakterien ausbreiten, sofern sie beweglich sind. Dies führt zu einer Trübung des Mediums durch die Bakterien auch außerhalb des Stichkanals, während bei unbeweglichen Bakterien nur Wachstum und damit Trübung im Impfkanal zu beobachten ist. Die Tests auf Beweglichkeit und auf Indol-Bildung können auch mit Hilfe eines MIO-Röhrchens durchgeführt werden.

## Testergebnisse
| Mikroorganismus   | H2S-Bildung | Indolbildung | Beweglichkeit |
| ----------------- | ----------- | ------------ | ------------- |
| Escherichia       | –           | +            | +/–           |
| Enterobacter      | –           | –            | +             |
| Klebsiella        | –           | –            | –             |
| Salmonella        | +           | –            | +             |
| Shigella          | –           | +/–          | –             |
| Proteus vulgaris  | +           | +            | +             |
| Proteus mirabilis | +           | –            | +             |

## Typische Zusammensetzung
Der Nährboden besteht meistens aus (Angaben in Gramm pro Liter):
- Pepton aus Casein 20,0
- Pepton aus Fleisch 6,6
- Ammoniumeisen(III)-citrat 0,2
- Natriumthiosulfat 0,2
- Agar-Agar 3,0